# Heinrich Heßberger
Heinrich Heßberger (* 6. April 1873 in Bad Orb; † 23. März 1952 ebenda) war Abgeordneter des Provinziallandtages der Provinz Hessen-Nassau.

## Leben
Heinrich Heßberger war der Sohn des Tagelöhners Adam Hessberger und dessen Gemahlin Maria Josepha Schneeweis. Nach seiner Schulausbildung wurde er in seinem Heimatort Arbeiter in einer Zigarrenfabrik, betrieb nebenbei eine kleine Landwirtschaft und betätigte sich politisch. Er war Mitglied der Unabhängigen Sozialdemokratischen Partei Deutschlands und erhielt 1919 ein Mandat für den Kurhessischen Kommunallandtag des Regierungsbezirks Kassel, aus dessen Mitte er zum Abgeordneten des Provinziallandtages der Provinz Hessen-Nassau bestimmt wurde. Heßberger blieb bis 1920 in den Parlamenten.